# Charlize Theron
Charlize Theron (Benoni, 7. kolovoza 1975.) je južnoafrička i američka glumica, filmska producentica te bivši model. Oscara za najbolju žensku ulogu dobila je 2003. godine za ulogu Aileen Wuornos u filmu Čudovište. Američka državljanka postala je 2007. godine.

## Rani život
Charlize Theron rođena je u Benoniu u Južnoafričkoj Republici. Majka joj je njemačkog podrijetla, a otac nizozemskog. Iako pravilno govori engleski, prvi jezik joj je afrikaans. Odrasla je na farmi u Benoniu u blizini Johannesburga. Otac joj je umro 21. lipnja 1991. Pohađala je Osnovnu školu Putfontein (Laerskool Putfontein). S 13 godina je počela pohađati Nacionalnu školu za umjetnost u Johannesburgu.

## Karijera
S 16 godina je otputovala u Milano nakon pobjede na lokalnom natjecanju. Nakon toga je otputovala u New York gdje je pohađala baletnu školu Joffrey Ballet. Plesnu karijeru je završila s 19 godina zbog ozljede koljena. Nakon toga je odletjela u Los Angeles, gdje je otkrila svoj talent za glumu. 1995. je ostvarila svoju prvu ulogu u filmu Children of the Corn III: Urban Harvest. 1996. je glumila u filmu 2 Days in the Valley. Veće uloge ostvarila je u filmovima The Devil's Advocate, Mighty Joe Young i The Cider House Rules.
2003. je glumila Aileen Wuornos u filmu Čudovište. Za tu je ulogu osvojila nagradu Oscar za najbolju žensku ulogu, te nagradu Zlatni globus. 30. rujna 2005. je dobila zvijezdu na Hollywoodskom šetalištu slavnih. Iste godine je glumila u filmu Æon Flux, te je ponovno nomirnirana za Oscara za ulogu filmu North Country. Te je godine također glumila u seriji Arrested Development. 2008. je glumila u filmu Hancock.

## Poznatiji filmovi
- Đavolji odvjetnik (The Devil's Advocate, 1997.)
- Astronautova žena (The Astronaut's Wife, 1999.)
- Legenda o Baggeru Vanceu (The Legend of Bagger Vance, 2000.)
- Časni ljudi (Men of Honor, 2000.)
- Dobar posao u Italiji (The Italian Job, 2003.)
- Čudovište (Monster, 2003.)
- Æon Flux, 2005.
- Mlađa punoljetnica (Young Adult, 2011.)